# Rheobatrachus silus
Rheobatrachus silus, la granota incubadora gàstrica de sud, és una espècie extinta d'amfibi anur de la família dels miobatràquids (Myobatrachidae). Era l'únic animal ovovivipar conegut capaç d'incubar els ous dins de l'estómac, un fet que aconseguia desconnectant aparentment els enzims digestius mitjançant una substància produïda pels ous. Aquesta granota va desaparèixer el 1981. Científics de la Universitat de Nova Gal·les del Sud van anunciar al març de 2013 que aquesta espècie estava dins del «Projecte Llàtzer», que intenta ressuscitar espècies extintes mitjançant la clonació; així, han aconseguit clonar alguns embrions, però no han sobreviscut. A principis de 2020 genetistes de la universitat de Nova Gal·les han aconseguit embrions fèrtils d'aquesta espècie que aviat creixeran.

## Hàbitat i distribució
Rheobatrachus silus va habitar a la regió subtropical plujosa d'Austràlia quan no es coneixia en rierols a la selva pluvial, boscos esclerofil·les humits i boscos en galeria en altures entre uns 350 o 400 m a 800 m. El seu hàbitat ocupava menys de 1400 km².

## Reproducció
El període de reproducció era entre l'octubre i el desembre. Els ous fecundats es desenvolupaven a l'estómac de la femella, que donava a llum expulsant les granotes desenvolupades per la seva boca. Durant l'embaràs l'estómac de la femella no produïa àcids, i la digestió quedava suspesa.

## Extinció
No es pot dir amb certesa quines van ser les causes de la seva desaparició. Hi ha indicis que la malaltia quitridiomicosi va causar un gran nombre de morts entre la població de Rheobatrachus silus al nord de Queensland a Austràlia. L'últim esment de l'observació d'un espècimen a la natura data de 1981, i el 1993 i 1999 es va afirmar en dues publicacions que des de 1981 no s'ha observat cap espècimen a la natura. El 1983 suposadament va morir l'últim exemplar en captivitat. L'espècie va ser declarada extingida el 2002.